# Táňa Radeva
Táňa Radeva, roz. Červeňáková (27. srpna 1957 Michalovce – 31. ledna 2025) byla slovenská herečka.
Absolventka Divadelní fakulty VŠMU v Bratislavě. Hrála v Divadle Jonáše Záborského v Prešově (1980–1984), ve Štátnem divadle v Košicích (1984–1995 a v Divadle Andreje Bagara v Nitře (1995–1997).
Věnovala se i dabingu, její nejslavnější postavou je novinářka Murphy Brownová.
Byla vdaná za výtvarníka Miroslava Radeva.

## Filmografie
- 1986 Šiesta veta
- 1994 Hon na čarodějnice
- 1994 Dvadsaťštyri hodín zo života istej ženy
- 1995 Veľmi starí obaja
- 1995 Iba taká hra
- 1996 Starožitné zrkadlo
- 1996 Jozef Mak
- 1997 V zajetí lásky
- 1997 Skupinový autoportrét prezidenta Beneše
- 1999 Amálka, ja sa zbláznim!
- 2000 Ako divé husy
- 2002 Kvet šťastia
- 2004 O dve slabiky pozadu
- 2005 Ticho
- 2007–2012 Ordinácia v ružovej záhrade
- 2008 Mesto tieňov
- 2008 Bathory
- 2009 Tango s komármi
- 2013 Búrlivé víno - TV seriál